# Tetramesa lolii
Tetramesa lolii är en stekelart som först beskrevs av Charles Joseph Gahan 1922.  Tetramesa lolii ingår i släktet Tetramesa och familjen kragglanssteklar. Inga underarter finns listade i Catalogue of Life.